# Simon Söderstam
Simon Gustaf Ansgarius Söderstam, född 4 februari 1882 i Stockholm, död där 10 juli 1952, var en svensk boktryckare.
Simon Söderstam var son till järnvägstjänstemannen Gustaf August Söderstam och Emma Kristina Värn. Efter skolgång i Uppsala blev han sättarlärling vid Almqvist & Wiksells tryckeri i Uppsala, där han stannade till 1896. 1896–1899 fortsatte han sin utbildning inom typografyrket hos olika företag i Stockholm. Han var anställd som förman i Victor Petterssons tryckeri till 1909 och därefter som tryckerifaktor hos Hasse W. Tullberg. 1911 blev han tryckeriföreståndare vid Ehrnfried Nybergs tryckeri. Söderstam företog 1913 en studieresa till Tyskland för att sätta sig in i djuptryckmetodens teknik, vilken vid denna tid var relativt okänd i Sverige. Han företog senare flera studieresor till Tyskland, Storbritannien, Schweiz och USA. 
Söderstam startade 1918 egen firma i Stockholm under namnet Nordisk Rotogravyr. Hans firma kom med tiden att upparbetas till ett av Sveriges störta tryckeriföretag med omkring 700 anställda, 1952 flyttades verksamheten till Solna. Söderstam inköpte 1928 Hoving & Myrbergs grafiska AB och 1929 Ljunglöfs litografiska AB. Firman blev känd för sin stora kapacitet inom djuptrycket men gjorde sig även känt inom boktrycksområdet. Man sysslade även med förlagsrörelse och Söderstam fokuserade särskilt på att ge ut praktböcker. Förutom en serie konstböcker, ingenjörsvetenskaplig, trädgårds- och jordbrukslitteratur gav man ut ett flertal tidningar som Svenska Journalen, Allmän Svensk Trädgårdstidning, Populär Radio, Foto. Firman tryckte vid mitten av 1950-talet omkring 35 tidskrifter, däribland veckotidningar. För sin insats inom tryckerikonsten erhöll han vid Nordisk Rotogravyrs 25-årsjubileum titeln kunglig boktryckare.